# 574
Het jaar 574 is het 74e jaar in de 6e eeuw volgens de christelijke jaartelling.

## Gebeurtenissen

### Byzantijnse Rijk
- Keizer Justinus II doet vanwege krankzinnigheid afstand van de troon en benoemt generaal Tiberius tot zijn opvolger (caesar). Keizerin Sophia regeert als regentes over het Byzantijnse Rijk.
- Winter - Sophia en Tiberius sluiten een wapenstilstand voor één jaar met de Perzen. Ze betalen een schatting van 45.000 solidi aan koning Khusro I. Het verdrag geldt alleen langs de Eufraat.

### Europa
- Koning Cleph wordt na een regeerperiode van 18 maanden vermoord. Het Longobardische Rijk wordt gedurende tien jaar door een interregnum van onafhankelijke hertogdommen bestuurd.
- De Visigoten onder leiding van koning Leovigild vallen Cantabrië (Noord-Spanje) binnen. Na een plunderveldtocht wordt het gebied (mark) ingelijfd bij het Visigotische Rijk. (waarschijnlijke datum)
- Eunius Mummolus, patriciër en zoon van een Gallo-Romeinse landheer uit Auxerre, verslaat opnieuw de Longobarden bij hun inval in Zuid-Gallië (de Provence).

## Religie
- 13 juli - Paus Johannes III overlijdt in Rome na een 13-jarig pontificaat. De zetel van de Heilige Stoel wordt voorlopig nog niet bezet (sede vacante). (waarschijnlijke datum)

## Geboren
- Shotoku, Japans prins en regent (overleden 622)

## Overleden
- Cleph, koning van de Longobarden (waarschijnlijke datum)
- 13 juli - Johannes III, paus van de Katholieke Kerk